# Scarborough (Nouvelle-Zélande)
Scarborough est une banlieue de la crête au-dessus de la ville de Sumner dans la cité de Christchurch, dans l’ Île du Sud de la Nouvelle-Zélande.

## Situation
Scarborough est localisée ente la ville de Sumner et la localité de  Taylors Mistake.

## Toponymie
La localité fut nommée en référence à la ville de Scarborough dans le Yorkshire du Nord en Angleterre.

## Histoire
Le premier propriétaire européen de la plus grande partie des terrains fut le Major Alfred Hornbrook,, dont le domaine de Mount Pleasant allait loin vers l’est jusqu’au promontoire de Godley Head (en). 
Une petite parcelle de terrain de 25 acres près de Nicholson Park appartenait à Charles Church Haslewood, qui mourut en mai 1858 en regardant dans le canon de son fusil, alors qu'il chassait.
Les terrains furent achetés par R. M. Morten, et après sa mort, ses fils subdivisèrent le secteur de Scarborough en 65 sections le juillet 1911.
La première personne, qui construisit dans le secteur fut Donald Patterson, un ingénieur civil. Patterson acheta tout le terrain dans le triangle formé par la Scarborough Road et Flowers Track, et avait redéfini 41 sections, deux fois le nombre de la segmentation des frères Morten .
Le parc Nicholson est un espace de 4 ha offrant des points de vues depuis un certain nombre de postes d'observation, avec en particulier une vue sur Sumner et le littoral de Canterbury. 
Le sentier des fleurs peut être descendu à partir du parc ; c’était le principal point de départ du sentier de randonnée le long des falaises qui formait une première liaison entre Sumner et Taylors Mistake.
Le trajet passe devant Whitewash Head et Sumner Head. L’ancien nom fut d’abord mentionné par Thomas Henry Potts dans son livre Out in the Open en 1882 et il est supposé qu'il fait référence à l’apparence blanche des fientes de cormorans.
Le chemin fut détruit lors du séisme de 2011 en Nouvelle-Zélande ; le premier séisme avait son épicentre dans Taylors Mistake, et le second dans le secteur de Sumner. 
La plupart des falaises s’effondrèrent dans la mer.
Certaines de ces terres, localisées près des falaises, ont été marquées zone rouge (en) et furent achetées par le Canterbury Earthquake Recovery Authority (en). 
Les maisons situées sur ces propriétés ont été démolies et les terrains sont si instables que des drones sont utilisés pour contrôler l’état des terres dans le but d'établir de meilleures méthodes de démolition.

## Démographie
Scarborough est une partie de la localité de Sumner dans le cadre de la zone statistique SA2.
Scarborough, comprenant la zone statistique : 7026596–599, dans laquelle est aussi incluse la localité de Te Openo Taylors Mistake, qui couvre 1,17 km2.
Il y avait une population de 747 habitants lors du recensement de 2018, en augmentation de 42 personnes (6,0 %) depuis celui de 2013, et en diminution de 36 personnes (-4,6 %) depuis 2006. 
Il y avait 285 logements avec 381 hommes et 363 femmes, donnant un sexe-ratio de 1,05 homme par femme, avec 108 personnes (14,5 %) âgées de moins de 15 ans, 117 personnes (15,7 %) âgées de 15 à 29 ans, 390 personnes (52,2 %) âgées de 30 à 64 ans, et 129 personnes (17,3 %) âgées de 65 ans ou plus.
L’ethnicité était pour 96,0 % européenne/Pakeha, 4,0 % maorie, 0,4 % de personnes originaires du Pacifique, 2,4 % d’origine asiatique, et 2,0 % d’une autre ethnicité (le total peut faire plus de 100 % dans la mesure où une personne peut s’identifier de multiples ethnicités selon ses ascendants).
Bien que certaines personnes refusent de donner leur religion, 51,8 % n’avaient aucune religion, 37,8 % étaient chrétiennes, 0,4 % étaient hindouistes, 0,4 % étaient bouddhistes et 3,6 % avaient une autre religion.
Parmi ceux d’au moins 15 ans d’âge, 279 personnes (43,7 %) avaient un niveau de licence ou un degré supérieur, et 39 personnes (6,1 %) n’avaient aucune qualification formelle. 
Le statut d’emploi de ceux d’au moins 15 ans était pour 303 personnes (47,4 %), des employés à plein temps, 117 personnes (18,3 %) étaient à temps partiel et 15 personnes (2,3 %) étaient sans emploi.

## Autres lectures
- (en) Gordon Ogilvie, The Port Hills of Christchurch, Christchurch, Phillips & King Publishers, 2009 (ISBN 978-0-9583315-6-2)
- (en) Guy Scholefield, A Dictionary of New Zealand Biography : A–L, vol. I, Wellington, Department of Internal Affairs, 1940 (lire en ligne).